# Антиохийска патриаршия
Антиохийската патриаршия, с официално наименование Православна патриаршия на Антиохия и целия Изток (на арабски: بطريركية أنطاكية وسائر المشرق للروم الأرثوذكس), е автокефална поместна православна църква.
Заема 3-то място в диптиха на автокефалните поместни църкви. Има статут на патриаршия от 451 г.
Тя е сред 4-те древни източни патриаршии. Според предание е основана в Антиохия от апостолите Петър и Павел през 37 г.
Към днешно време църквата се възглавява от патриарх Йоан X.